# Халютина, Софья Васильевна
Софья Васильевна Халютина (1875—1960) — русская советская актриса и педагог. Народная артистка РСФСР (1948).

## Биография
Училась в Музыкально-драматическом училище Московского филармонического общества у Вл. И. Немировича-Данченко.
С 1898 года, будучи ученицей, была задействована в спектаклях МХТ. Принята в труппу театра по окончании училища в 1901 году. Тогда же получила отпуск для работы в Театре Незлобина в Нижнем Новгороде (играла Нину Заречную в «Чайке» А. П. Чехова, Рози в «Бое бабочек» Г. Зудермана, Франциску в «Геншеле» Г. Гауптмана, Аню в «Детях Ванюшина» С. А. Найденова и др.), затем вернулась в МХТ.
В 1907—1908 годах преподавала на курсах А. И. Адашева. В 1909—1914 годах занималась собственной театральной школой, где преподавали мхатовские актёры И. М. Москвин, К. А. Марджанов, В. Л. Мчеделов, Е. Б. Вахтангов.
После 1917 года Халютина работала в детских домах, клубах Кожевников, Совработников, Красного Флота, в Лермонтовской и Шаляпинской студиях, на курсах им. А. Н. Островского. В 1921 году возглавляла просуществовавший один сезон Театр им. А. А. Блока.

## Почетные звания
- Заслуженная артистка Республики (1928)
- Народная артистка РСФСР (1948)
- Орден Трудового Красного Знамени (26.10.1948)[1]
- Орден «Знак Почёта» (03.05.1937) — за выдающиеся заслуги в деле развития русского театрального искусства

## Роли в МХТ

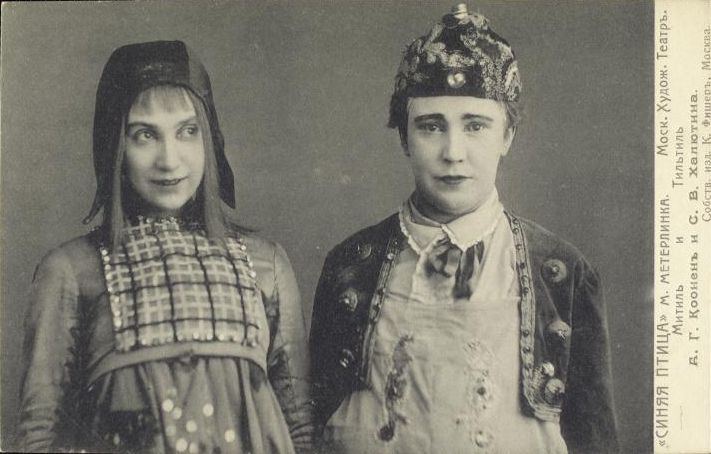
С. В. Халютина (справа; Тильтиль) и А. Г. Коонен (Митиль) в «Синей птице» М. Метерлинка.

- 1902 — «Доктор Штокман» Г. Ибсена — Эйлиф
- 1902 — «Власть тьмы» Л. Н. Толстого — Анютка
- 1903 — «Столпы общества» Х. Ибсена — Олаф
- 1905 — «Иван Мироныч» Е. Н. Чирикова — Гриша
- 1904 — «Вишнёвый сад» А. П. Чехова — Дуняша
- 1905 — «Дети солнца» М. Горького — Луша
- 1906 — «Бранд» Х. Ибсена — Герд
- 1907 — «Драма жизни» К. Гамсун — сыновья Отермана
- 1908 — «Синяя птица» М. Метерлинка — Тильтиль
- 1909 — «Анатэма» Л. Н. Андреева — Сонка
- 1912 — «Пер Гюнт» Г. Ибсена — Озе
- 1913 — «Николай Ставрогин» по Ф. М. Достоевскому — Марья Тимофеевна Лебядкина
- 1916 — «На дне» М. Горького — Настя
- 1927 — «Растратчики» В. П. Катаева — Изабелла
- 1928 — «Вишнёвый сад» А. П. Чехова — Шарлотта
- 1933 — «Страх» А. Н. Афиногенова — Амалия
- 1934 — «Пиквикский клуб» по Ч. Диккенсу — миссис Уордль
- 1936 — «Любовь Яровая» К. А. Тренева — Горностаева
- 1948 — «Хлеб наш насущный» Н. Е. Вирты — Марфа Астахова
- «Горе от ума» А. С. Грибоедова — Графиня-бабушка

## Роли в кино
- 1915 — «Андрей Тобольцев» — Катерина Федоровна Эрлих
- 1944 — «Большая земля» — Мария Гавриловна
- 1945 — «Без вины виноватые» — Галчиха